# Нижнее Муханово
Ни́жнее Муха́ново — деревня в Троснянском районе Орловской области. Административный центр Жерновецкого сельского поселения.

## География
Деревня находится в юго-восточной части Орловской области на Среднерусской возвышенности.
Часовой пояс
деревня Нижнее Муханово, как и вся Орловская область, находится в часовой зоне МСК (московское время). Смещение применяемого времени относительно UTC составляет +3:00.

## Население
| 2002 | 2010 |
| ---- | ---- |
| 557  | ↗570 |

Национальный состав
Согласно результатам переписи 2002 года, в национальной структуре населения русские составляли 90 % из 557 чел.